# Jariwka (obwód czerniowiecki)
Jariwka (ukr. Ярівка, hist. Giżdewa) – wieś na Ukrainie, w obwodzie czerniowieckim, w rejonie chocimskim.

## Urodzeni
- Petro Bołboczan